# Le Christ en croix
Le Christ en croix è un cortometraggio muto del 1910 diretto da Louis Feuillade.

## Produzione
Il film fu prodotto dalla Société des Etablissements L. Gaumont

## Distribuzione
Distribuito dalla Société des Etablissements L. Gaumont, uscì nelle sale cinematografiche francesi nel 1910. Il film è conosciuto anche con il titolo internazionale in inglese Christ on the Cross.